# Luis Aparicio
Para su padre, véase Luis Aparicio Ortega.
Luis Ernesto Aparicio Montiel (Maracaibo, Zulia, Venezuela, 29 de abril de 1934) es un exbeisbolista profesional venezolano que jugó en la posición de campocorto en las Grandes Ligas de Béisbol durante 18 temporadas entre 1956 y 1973. Hijo del también jugador Luis Aparicio Ortega, conocido como El Grande. Es por ahora el único venezolano exaltado al Salón de la Fama del Béisbol y es considerado por la prensa deportiva estadounidense como uno de los mejores y más veloces campocortos de todos los tiempos. Su trayectoria sirvió de inspiración a varios de sus compatriotas, como David Concepción y Omar Vizquel.

## Trayectoria deportiva
Sus primeros pasos en el béisbol profesional fueron con el Gavilanes BBC, equipo de Maracaibo perteneciente a la desaparecida Liga Occidental, una novena en la cual su tío fungía como dueño. El día de su debut, 18 de noviembre de 1953, en un juego entre Gavilanes y Pastora, Aparicio recibió de parte de su padre el bate, y al entrar al terreno a cubrir la ofensiva recibió su guante, a manera de homenaje donde el padre da el legado al hijo. Aparicio jugó en Venezuela durante 13 temporadas, en las que logró 393 imparables. En Venezuela además de jugar con Gavilanes también actuó con Leones del Caracas, Tiburones de La Guaira, Águilas del Zulia, Tigres de Aragua y Cardenales de Lara, actuando en una final como refuerzo de Industriales de Valencia.
Su debut en Grandes Ligas fue el 17 de abril de 1956, con los Medias Blancas de Chicago, temporada en la cual recibió el premio Novato del Año de la Liga Americana. Jugó con Chicago hasta 1963, cuando fue cambiado al equipo Baltimore Orioles, donde jugó hasta 1967. Al finalizar dicha temporada, Aparicio regresa a los White Sox donde jugó entre 1968 y 1970. Fue cambiado entonces a los Boston Red Sox, donde jugó desde 1971 hasta su retiro en 1973.
Entre sus mayores logros se encuentra el liderato en bases robadas de la Liga Americana nueve años seguidos, con un total de 506 bases robadas en su carrera, y ser ganador de la Serie Mundial con los Orioles en 1966.
Al momento de su retiro, Aparicio era líder de todos los tiempos en juegos jugados, asistencias, y doble matanzas para un shortstop de grandes ligas así como otros récords. 
Recibió gran cantidad de reconocimientos durante su carrera, incluyendo su participación en 10 juegos de las estrellas (tres de ellos a doble cartelera) y nueve Guantes de Oro. Luis Aparicio fue exaltado al Salón de la Fama del Béisbol en 1984, siendo hasta ahora el único venezolano en alcanzar este logro. 
En Maracaibo se festeja el 11 de noviembre como el día de Luis Aparicio, en referencia al número 11 de su uniforme, siendo particularmente significativo el homenaje brindado por la comunidad de esa ciudad el 11 de noviembre de 2011 (11-11-11).

### Estadísticas de bateo
| Año   | Equipo | Juegos | VB    | C    | H    | HR | CE  | P    |
| ----- | ------ | ------ | ----- | ---- | ---- | -- | --- | ---- |
| 1956  | CHW    | 152    | 543   | 99   | 142  | 3  | 56  | .266 |
| 1957  | CHW    | 143    | 575   | 93   | 148  | 3  | 41  | .257 |
| 1958  | CHW    | 145    | 557   | 96   | 148  | 2  | 40  | .266 |
| 1959  | CHW    | 152    | 612   | 98   | 157  | 6  | 51  | .257 |
| 1960  | CHW    | 153    | 600   | 96   | 166  | 2  | 61  | .277 |
| 1961  | CHW    | 156    | 625   | 90   | 170  | 6  | 45  | .272 |
| 1962  | CHW    | 153    | 581   | 92   | 140  | 7  | 40  | .241 |
| 1963  | BAL    | 146    | 601   | 93   | 150  | 5  | 45  | .250 |
| 1964  | BAL    | 146    | 578   | 93   | 154  | 10 | 37  | .266 |
| 1965  | BAL    | 144    | 564   | 67   | 127  | 8  | 40  | .225 |
| 1966  | BAL    | 151    | 659   | 97   | 182  | 6  | 41  | .976 |
| 1967  | BAL    | 134    | 546   | 55   | 127  | 4  | 31  | .933 |
| 1968  | CHW    | 157    | 622   | 95   | 164  | 4  | 36  | .264 |
| 1969  | CHW    | 156    | 599   | 77   | 168  | 5  | 51  | .280 |
| 1970  | CHW    | 146    | 552   | 86   | 173  | 5  | 43  | .913 |
| 1971  | BOS    | 125    | 491   | 56   | 114  | 4  | 45  | .932 |
| 1972  | BOS    | 110    | 436   | 47   | 112  | 3  | 39  | .957 |
| 1973  | BOS    | 132    | 499   | 96   | 135  | 0  | 49  | .271 |
| Total |        | 2601   | 10230 | 1335 | 2677 | 83 | 791 | .262 |

| VB | Veces al bate | C  | Carreras  |  |    |                    |   |                   |
| H  | Hits          | HR | Home Runs |  | CE | Carreras empujadas | P | Promedio de bateo |

## Técnico deportivo
Después de su retiro como beisbolista activo, Aparicio permaneció ligado al béisbol en Venezuela habiendo dirigido a varios equipos de la LVBP, tales como Cardenales de Lara, Águilas del Zulia, Navegantes del Magallanes, Petroleros de Cabimas y Tiburones de La Guaira. Ha incursionado además brevemente en el periodismo deportivo y es frecuente objeto de homenajes y reconocimientos en su país natal. 
Aparicio fue el invitado de honor a la Serie Mundial de béisbol de 2005 para realizar el lanzamiento inaugural en el primer juego de la Serie, la primera en que participaron los White Sox desde 1959 -cuando él mismo jugaba en el campocorto- y que posteriormente ganarían bajo la dirección de un compatriota suyo, Ozzie Guillén.

## Exaltación al Salón de la Fama (1984)
El 12 de agosto de  1979, cinco años después de su retiro, fue propuesto para ser incluido en el Salón de la Fama del Béisbol. En ese primer año no recibió mucho apoyo de los periodistas, quedando en la posición número 13 en las votaciones, perdiendo contra Willie Mays, quien también se hallaba en su primer año de candidatura. En los siguientes años fue subiendo de popularidad (a excepción de 1981 donde terminó en la posición 19, siendo esta la votación más baja que obtuvo). Finalmente, en 1984, en su sexto año de candidatura, logró el primer lugar en las votaciones con 341 votos, el 84,62% del total. Ese año lo acompañaron Harmon Killebrew y Don Drysdale como nuevos miembros del selecto club de Cooperstown.